# アクリーティブ
アクリーティブ株式会社(Accretive Co., Ltd.)は、日本の金融サービスを提供する会社である。納品・サービス提供後に発生する売掛債権の買取業務（ファクタリング）、経理事務アウトソーシング受託、および支払先への入金代行業務等を行っている。芙蓉総合リースグループ。

## 概要
1999年創業。納品・サービスを提供する企業が有する売掛債権の資金化ニーズを満たすことで成長。2004年12月に東京証券取引所マザーズ市場に上場。その1年後の2005年12月に東京証券取引所第一部上場を果たす。また、日本経済新聞社が証券アナリストや機関投資家に対し実施した企業の成長性及び収益性等を調査するアンケートで、2005年ベストIPO調査第2位に選出される。
その後も建設・不動産業を中心とした取引先を増やし、業績を急速に拡大。しかし、2008年9月のリーマン・ショックにより、買取りを行った債権のうち建設・不動産業を中心とするものの大半が不良債権化したため、業績が悪化。これにより創業時から取引関係にあったドン・キホーテからの経営支援を受け、不良債権の処理及び経営の安定化を進める。
2011年1月15日、ドン・キホーテの第三者割当増資により同社の連結子会社となる。同年4月15日には同社オペレーション統括本部 - 執行役員本部長（2010年12月退任）であった向井徹が代表取締役に就任。ブランドイメージを一新、新サービスであるFPS（フレックスペイメントサービス。金融とアウトソーシングの融合サービス）の提供、与信力の高い介護分野への進出等の施策を実施。
2012年7月、4期ぶりに最終純利益が黒字転換したことを機に、企業イメージの一新とブランド価値の向上を図るため現社名に変更した。
2017年1月26日、芙蓉総合リースが株式公開買付けを実施し、51%の株式を取得、同社の子会社となった。ドンキホーテホールディングスとの資本関係も維持され、引き続き主要株主となっている。その後、芙蓉総合リースは2018年9月21日、株式公開買付けを再度行うことを発表。第2位株主であるドンキホーテホールディングスは株式公開買付けに応募せず、同年11月7日に株式公開買付けが成立。2019年2月1日に上場廃止となった。

## 沿革
- 1999年（平成11年）
  - 5月 - 中小企業の資金繰りの改善を目的として、株式会社フィデックコーポレーションを設立。
  - 6月 - 「C.Fダイレクト」を提供開始
- 2000年（平成12年）
  - 3月 - 本社を東京都千代田区神田錦町に移転。
  - 12月 - 本社を東京都千代田区神田神保町に移転。
- 2001年（平成13年）10月 - 経済産業省より「新事業創出促進法」に基づく認定取得。
- 2002年（平成14年）3月 - 子会社として有限会社ジェイアンドエフ接骨師協会（現・メディカル・ペイメント）を設立。
- 2003年（平成15年）7月 - 株式会社フィデックに商号変更。
- 2004年（平成16年）12月 - 東京証券取引所マザーズ市場に上場（コード番号：8423）。
- 2005年（平成17年）
  - 7月 - 子会社「富帝克信息技術（上海）有限公司」を設立。
  - 12月 - 本社を東京都千代田区有楽町に移転。東京証券取引所市場第一部に市場変更。
- 2006年（平成18年）
  - 3月 - 情報セキュリティマネジメントシステム（ISMS）認証取得。
  - 7月 - 子会社「株式会社日本決済代行」（現・ストアークルーズ）を設立、子会社である有限会社ジェイアンドエフ接骨師協会を「株式会社メディカル・ペイメント」に商号変更。
- 2007年（平成19年）4月 - ISO 27001認証取得。
- 2008年（平成20年）8月 - 熊本市に「熊本アウトソーシングセンター」を開設。
- 2009年（平成21年）
  - 3月 - 
    - 本社を千葉県市川市南八幡に移転。
    - 株式会社ドン・キホーテ（のちのドンキホーテホールディングス、現・パン・パシフィック・インターナショナルホールディングス）と業務・資本提携。
- 2011年（平成23年）
  - 1月 - 株式会社ドン・キホーテ他2社を引受先とする第三者割当増資により、ドン・キホーテの連結子会社となる。
  - 7月 - 東京都江戸川区北葛西に「葛西事業所」を開設し、本社機能の一部を移転。
- 2012年（平成24年）
  - 4月 - 株式会社サンアソート（現・ドン・キホーテライフアシスト、2016年度第一四半期に全株式を譲渡）の全株式を取得し子会社化。
  - 6月 - 資本金23万5千USドルにて、カンボジアに子会社「Accretive Service (Cambodia) Co., Ltd.」を設立。
  - 7月 - アクリーティブ株式会社に商号変更。
- 2013年（平成25年）
  - 5月 - メディカルサービス株式会社（現・アクリーティブ・メディカルサービス）の全株式を取得し子会社化。
  - 8月 - 資本金2百万タイバーツにて「Accretive Holdings (Thailand) Co., Ltd.」、資本金1千万タイバーツにて「Accretive (Thailand) Co., Ltd.」を設立。
- 2014年（平成26年）1月 - アクリーティブ・ファイナンス株式会社を設立。
- 2015年（平成27年）
  - 1月 - 「Accretive Asset Management (Thailand) Co., Ltd.」を設立。
  - 7月 - 本社を東京都中央区新川に移転。
- 2017年（平成29年）1月 - 芙蓉総合リースが株式公開買付けを実施し、議決権所有割合ベースで51%の株式を取得。同社の子会社となる。ドンキホーテHDの議決権所有割合は22.97%に低下[5]。同時に子会社であったストアークルーズの保有株式全てをドン・キホーテに譲渡[10]。
- 2018年（平成30年）11月 - 芙蓉総合リースが再度株式公開買付けを実施し、69.15%の株式を取得[1]。
- 2019年（平成31年）2月 - 東京証券取引所市場第一部上場廃止[9]。株式併合により、株主が芙蓉総合リースとドンキホーテHDのみとなる。
- 2020年（令和2年）6月 - 本社を東京都千代田区麹町に移転。

## 役員
- 代表取締役社長 - 菅原　猛
- 代表取締役専務 - 五十嵐　幸一
- 常務取締役 - 高山　浩
- 常勤監査役 - 十都　次郎

## グループ企業
- 株式会社メディカル・ペイメント
- アクリーティブ・メディカルサービス株式会社
- Accretive - Service - (Cambodia) - Co., - Ltd.

## 社名の由来
Accretiveは成長、増大を意味する言葉。顧客と共生し、共に成長し続ける企業でありたいという意思より命名。